# ラファエル・ロペス・アリアガ
ラファエル・ベルナルト・ロペス・アリアガ・カゾルラ（スペイン語: Rafael López Aliaga、1961年2月11日 - ）は、ペルーの実業家、政治家。
2021年、大統領選挙に出馬し、3位の得票率を得た。